# Проект 2049
Институт «Проект 2049» (англ. Project 2049 Institute), также известный как Проект 2049 (англ. Project 2049) — аналитический центр со штаб-квартирой в Арлингтоне, штат Вирджиния, специализирующийся на внешней политике США и вопросах безопасности в Азиатско-Тихоокеанском регионе, особенно связанных с Китаем и Тайванем. Он получает «гранты и контракты от правительства США, правительств-единомышленников, благотворительных фондов, крупных корпораций и индивидуальных жертвователей».

## История
Институт был основан в 2008 году бывшим помощником министра обороны по вопросам безопасности в Индо-Тихоокеанском регионе Рэндаллом Шривером и отставным подполковником ВВС США Марком Стоуксом. Бывший заместитель госсекретаря США Ричард Армитидж занимал пост председателя до января 2020 года.
Институт решительно поддерживает Тайвань и призывает к полной нормализации отношений между Соединёнными Штатами и Тайванем.
В феврале 2020 года президент Тайваня Цай Инвэнь приняла председателя Института «Проект 2049» Рэндалла Шривера в президентском офисе в Тайбэе.

## Руководство
В январе 2024 года Майкл Мацца был объявлен новым старшим директором института.